# ایکدا تسونه‌اوکی
ایکدا تسونه‌اوکی (به ژاپنی: 池田 恒興 Ikeda Tsuneoki)، ایکدا نوبوترو (به ژاپنی: 池田 信輝) (۱۵۳۶ – ۱۸ مه، ۱۵۸۴) یک دایمیو در دوره سنگوکو و دوره آزوچی-مومویاما بود. او به اودا نوبوناگا و تویوتومی هیده‌یوشی خدمت می‌کرد. وی پسر یوتوکو این دایه اودا نوبوناگا بود.
دومین پسر ایکدا تروماسا و سومین پسر او ایکدا ناگایوشی نام داشتند و هر دو فرزندخواندهٔ تویوتومی هیده‌یوشی بودند. وی پسر ایکدا توشی‌تسونه بود.